# Liste der Projekte verteilten Rechnens
Verschiedene Projekte gewinnen die zu ihrer Durchführung benötigte Rechenkapazität durch die Verteilung der Rechenleistung auf Einzelgeräte und Rechnerpools, die von ihren Besitzern zu diesem Zweck zur Verfügung gestellt werden (z. B. über Grid-Computing oder Volunteer-Computing).
In der folgenden Übersicht sind einige dieser Projekte aufgeführt.
| Name                                                     | Beschreibung | Status                         | Plattf.                                                 | Weblink                            |
| -------------------------------------------------------- | --- | ------------------------------ | ------------------------------------------------------- | ---------------------------------- |
| Animation                                                | |                                |                                                         |                                    |
| BURP                                                     | das Big and Ugly Rendering Projekt rendert 3D-Animationen | aktiv (Beta-Testphase)         | BOINC                                                   | BURP                               |
| Electric Sheep                                           | Berechnung animierter Fraktalbilder als Bildschirmschoner | aktiv                          | Windows, Mac OS X, Linux, FreeBSD                       | electricsheep.org                  |
| Astrophysik                                              | |                                |                                                         |                                    |
| Astropulse                                               | sucht nach Pulsaren (Teil des SETI-Projektes) | abgeschlossen                  | BOINC                                                   | Astropulse FAQ bei SETI@home       |
| BRaTS@Home                                               | untersuchte und simulierte Gravitationslinsen | abgeschlossen                  | BOINC                                                   |                                    |
| Cosmology@Home                                           | untersucht die kosmische Hintergrundstrahlung | aktiv (Beta-Testphase)         | BOINC                                                   | Cosmology@Home                     |
| Einstein@home                                            | sucht nach Gravitationswellen von Pulsaren. | aktiv                          | BOINC                                                   | Einstein@Home                      |
| Orbit@home                                               | analysiert die Gefahren, die von erdnahen Objekten ausgehen | inaktiv                        | BOINC                                                   |                                    |
| PhotonStar                                               | stellt Laserpulse bei der Beobachtung des Weltraums fest |                                |                                                         | PhotonStar                         |
| TheSkyNet                                                | Suche nach Galaxien | inaktiv                        |                                                         | The SkyNet                         |
| SETI@home                                                | sucht nach Signalen außerirdischer Intelligenzen | abgeschlossen                  | BOINC                                                   | SETI@home                          |
| Galaxy Zoo                                               | klassifiziert Galaxien | aktiv                          | Browser                                                 | Galaxy Zoo                         |
| MilkyWay@home                                            | untersucht die Gravitationskräfte der Milchstraße | aktiv                          | BOINC                                                   | Milkyway@home                      |
| Biochemie                                                | |                                |                                                         |                                    |
| DreamLab                                                 | Proteinstrukturvorhersage | abgeschlossen                  | iOS und Android Smartphones                             | DreamLab                           |
| Folding@home                                             | Proteinstrukturvorhersage | aktiv                          | Windows, Linux, Mac OS X, Playstation 3, Android        | Folding@home                       |
| GPUGRID                                                  | simuliert molekulardynamische Prozesse (früherer Name: PS3GRID) | aktiv                          | BOINC                                                   | GPUGRID                            |
| Human Proteome Folding Project                           | Vorhersage von Strukturen für menschliche Proteine (Teil des WCG) | abgeschlossen                  | BOINC                                                   | Human Proteome Folding Project     |
| Predictor@home                                           | erprobt neue Methoden und Algorithmen zur Vorhersage der Proteinstruktur | abgeschlossen                  | BOINC                                                   |                                    |
| Proteins@Home                                            | erforscht Proteinstrukturen |                                | BOINC                                                   |                                    |
| PlayStation 3GRID                                        | simuliert Ionen-Transporte (umbenannt in GPUGRID) |                                | PlayStation 3                                           | PS3GRID                            |
| Rosetta@home                                             | erprobt neue Methoden und Algorithmen zur Vorhersage der Proteinstruktur | aktiv                          | BOINC                                                   | Rosetta@home                       |
| Tanpaku                                                  | Proteinstrukturvorhersage | abgeschlossen                  | BOINC                                                   |                                    |
| XGrid Stanford                                           | modelliert Raumstrukturänderungen eines Rezeptorproteins | abgeschlossen                  |                                                         |                                    |
| Bioinformatik                                            | |                                |                                                         |                                    |
| BIFI@home                                                | stellt Berechnung für das Institut für Bioinformatik und Physik komplexer Systeme der Universität Saragossa an | nicht erreichbar               | BOINC                                                   |                                    |
| The Lattice Project                                      | ist ein Grid-Projekt der University of Maryland |                                | BOINC                                                   |                                    |
| POEM@home                                                | Zellforschung, Vorhersage von Proteinstrukturen am Forschungszentrum Karlsruhe | abgeschlossen                  | BOINC                                                   |                                    |
| RNA World                                                | RNA-Forschung | aktiv                          | BOINC                                                   | RNA World                          |
| SIMAP@home                                               | sucht nach Gemeinsamkeiten in Struktur von Proteinen und versucht eine Art räumliche Darstellung von Funktion und Aufbau der Proteine zu erstellen | abgeschlossen                  | BOINC                                                   |                                    |
| Biologie                                                 | |                                |                                                         |                                    |
| Gene@Home                                                | untersucht Genregulationsnetzwerke verschiedener Organismen |                                | BOINC                                                   | gene@home                          |
| MindModeling@Home                                        | versucht die Kognitionswissenschaft zu verbessern |                                | BOINC                                                   | MindModeling@Home                  |
| Virtual Prairie                                          | Agentenbasierte Modellierung eines Ökosystems |                                | BOINC                                                   |                                    |
| Biomedizin                                               | |                                |                                                         |                                    |
| Artificial Intelligence System                           | Aufbau eines großen KI-Systems zum Reverse Engineering des Gehirns | abgeschlossen                  | BOINC                                                   |                                    |
| Botanik                                                  | |                                |                                                         |                                    |
| Nutritious Rice for the World                            | Ertragssteigerung von Reis (Teil des WCG) | abgeschlossen                  | BOINC                                                   | Nutritious Rice for the World      |
| Chemie                                                   | |                                |                                                         |                                    |
| QuChemPedIA@home                                         | Projekt an der Universität Angers, das eine Open-Source-Methode zur Unterstützung von Synthesen durch Computer erarbeitet |                                | BOINC                                                   | QuChemPedIA@home                   |
| QMC@home                                                 | war ein Quantenchemie-Projekt der Universität Münster | abgeschlossen                  | BOINC                                                   | QMC@Home                           |
| Clean Energy Project                                     | sucht nach Materialien zur effizienteren solaren Energieerzeugung und -speicherung (Teil des WCG) | abgeschlossen                  | BOINC                                                   | The Clean Energy Project           |
| Elementarphysik                                          | |                                |                                                         |                                    |
| HEP@home                                                 | analysiert Daten aus dem Bereich Hochenergiephysik |                                | BOINC                                                   |                                    |
| LHC@home Sixtrack                                        | Simulationen zur Optimierung des LHC-Teilchenbeschleunigers am CERN | aktiv                          | BOINC                                                   | LHC@home                           |
| LHC@home Test4Theory                                     | Simulationen zur Optimierung des LHC-Teilchenbeschleunigers am CERN | aktiv                          | BOINC                                                   | LHC@home                           |
| Muon1                                                    | Optimierung eines Myonen-Strahlers | inaktiv                        | Windows                                                 | Muon                               |
| Evolutionsforschung                                      | |                                |                                                         |                                    |
| Evolution@home                                           | deutsches Projekt zur Simulation von Evolutionsprozessen |                                | Windows, Mac OS, Mac OS X                               |                                    |
| Faktorisierung von Zahlen                                | |                                |                                                         |                                    |
| ECMNET                                                   | faktorisiert große Zahlen | inaktiv                        |                                                         | ECMNET                             |
| Fermat Search                                            | sucht nach Teilern von Fermatzahlen |                                |                                                         | Fermat Search                      |
| NFSNET                                                   | faktorisiert große Zahlen |                                |                                                         |                                    |
| Number Field Sieve Net                                   | faktorisierte große Zahlen | abgeschlossen                  |                                                         |                                    |
| Oddperfect                                               | sucht nach Faktoren gewisser Zahlen zum Beweisen einer ungeraden vollkommenen Zahl |                                |                                                         |                                    |
| Finanztheorie                                            | |                                |                                                         |                                    |
| GStock                                                   | kalkuliert Investment-Strategien |                                | Windows                                                 | GStock                             |
| MoneyBee                                                 | prognostiziert Aktienkurse, Indizes und andere Wirtschaftsparameter | nicht mehr aktiv               | Windows, Linux                                          | MoneyBee                           |
| Internet                                                 | |                                |                                                         |                                    |
| DIMES                                                    | untersucht die Struktur und Topologie des Internets |                                | Windows, Mac OS X, Linux                                | DIMES                              |
| NETI@home                                                | sammelt Statistiken über die Internetperformance |                                | Windows, Mac OS X, Linux, Solaris                       | NETI@home                          |
| Klimatologie                                             | |                                |                                                         |                                    |
| AfricanClimate@Home                                      | entwickelt Klimamodelle für Afrika (Teil des WCG) |                                | BOINC                                                   | AfricanClimate@Home                |
| APS@Home                                                 | Analyse und Vorhersage des Klimas | abgeschlossen                  | BOINC                                                   | APS@Home                           |
| BBC Climate Change Experiment                            | simulierte das Klima von 160 Jahren | abgeschlossen                  | BOINC                                                   | BBC CCE                            |
| ClimatePrediction.net                                    | erstellt Klimaprognosen bis 2080 | aktiv                          | BOINC                                                   | ClimatePrediction.net              |
| Krankheitsbekämpfung                                     | |                                |                                                         |                                    |
| Africa@HOME                                              | sucht nach Lösungen für humanitäre und medizinische Probleme in Afrika |                                | BOINC                                                   | Africa@home                        |
| Cancer Research Project alias Cancer Screensaver Project | Untersuchung krebsrelevanter Proteine; gestartet im April 2001; betrieben von der University of Oxford zusammen mit United Devices Inc. | abgeschlossen                  | BOINC                                                   |                                    |
| Cels@Home                                                | simuliert die Metastasenbildung | abgeschlossen                  | BOINC                                                   | Cels@Home                          |
| Compute Against Cancer                                   | sucht nach Mittel gegen Krebs |                                | Windows, Mac OS X, Linux                                | Compute against Cancer             |
| Discovering Dengue Drugs – Together                      | sucht nach Medikamenten gegen die Flavivirus-Familie (Teil des WCG) | aktiv                          | BOINC                                                   | Discovering Dengue Drug - Together |
| Docking@Home                                             | verbessert das Dynamically Adaptive Protein-Ligand Docking System |                                | BOINC                                                   | Docking@home                       |
| Drug Design and Optimization Lab                         | suchte nach Medikamenten gegen Biowaffen | abgeschlossen                  |                                                         | Drug Design Optimization Lab       |
| FightAIDS@Home                                           | sucht nach neuen Medikamenten zur Behandlung HIV-Infizierter. (Teil des WCG) | aktiv                          | BOINC                                                   | FAAH                               |
| FightMalaria@Home                                        | sucht nach neuen Medikamenten zur Behandlung von Malaria | aktiv                          | BOINC                                                   | fight-malaria.org                  |
| Find-a-Drug                                              | suchte nach neuen Medikamenten | abgeschlossen                  |                                                         | find-a-drug.org                    |
| Folding@home                                             | sucht nach Mitteln gegen Krebs und andere Krankheiten | aktiv                          | Windows, Linux, Mac OS X, Playstation 3, Android        | Folding@Home                       |
| Help Conquer Cancer                                      | sucht nach Möglichkeiten zur schnelleren Identifikation von Krebs-Subtypen (Teil des WCG) | aktiv                          | BOINC                                                   | Help Conquer Cancer                |
| Help Cure Muscular Dystrophy                             | sucht nach Medikamenten gegen Muskeldystrophie (Teil des WCG) | Phase 2 abgeschlossen          |                                                         | Help Cure Muscular Dystrophy       |
| Help Defeat Cancer                                       | suchte nach Möglichkeiten zur schnelleren Identifikation von Krebs-Subtypen (Teil des WCG) | abgeschlossen                  | BOINC                                                   | Help Defeat Cancer                 |
| Malaria Control                                          | simuliert die Ausbreitung der Malaria sowie die Effektivität von nicht-medikamentösen Gegenmaßnahmen (Moskitonetze etc.), um den Betroffenen helfen zu können                                                                                                |                                | BOINC                                                   | malariacontrol.net                 |
| Influenza Antiviral Drug Search                          | sucht nach neuen Medikamenten gegen Influenza |                                | BOINC                                                   | Influenza Antiviral Drug Search    |
| Superlink@Technion                                       | sucht nach Krankheitsgenen |                                | BOINC                                                   | Superlink@Technion                 |
| World Community Grid                                     | diverse nicht-kommerzielle Rechenprojekte: z. B. Krebsforschung (Help Conquer Cancer), Aidsforschung (FightAIDS@Home), AfricanClimate@Home, Discovering Dengue Drugs – Together, Proteinfaltung beim Menschen (Human Proteome Folding). Liste aller Projekte | aktiv                          | BOINC                                                   | worldcommunitygrid.org             |
| Kryptografie                                             | |                                |                                                         |                                    |
| CSC                                                      | suchte nach einem 56-Bit-Schlüssel für eine Nachricht, die mit CS Cipher verschlüsselt war | abgeschlossen                  |                                                         | CSC                                |
| DES II-1                                                 | suchte nach dem Schlüssel einer 56-Bit-DES-Nachricht | abgeschlossen                  |                                                         | DES II-1                           |
| DES II-2                                                 | suchte nach dem Schlüssel einer 56-Bit-DES-Nachricht | abgeschlossen                  |                                                         | DES II-2                           |
| DES III                                                  | suchte nach dem Schlüssel einer 56-Bit-DES-Nachricht | abgeschlossen                  |                                                         | DES III                            |
| DESCHALL                                                 | suchte nach dem Schlüssel einer 56-Bit-DES-Nachricht | abgeschlossen                  |                                                         | DESCHALL                           |
| Distributed Rainbow Table Generator (DistrRTgen)         | erstellte Rainbow Tables | abgeschlossen                  | BOINC                                                   |                                    |
| Enigma@Home                                              | band M4-Applikationen unter BOINC ein | aktiv                          | BOINC                                                   | Enigma@Home                        |
| HashClash                                                | suchte nach MD5-Kollisionen (zwei Texte mit demselben MD5-Hash) | abgeschlossen                  | BOINC                                                   | HashClash                          |
| M4 Message Breaking Project                              | versucht, drei Enigma-M4-Nachrichten zu entziffern | 2 von 3 gebrochen              | BOINC, Windows, Linux                                   | M4 Message Breaking Project        |
| RC5-56                                                   | suchte nach dem Schlüssel einer RC5-56-kodierten Nachricht | abgeschlossen                  |                                                         | RC5-56                             |
| RC5-64                                                   | suchte nach dem Schlüssel einer RC5-64-kodierten Nachricht | abgeschlossen                  |                                                         | RC5-64                             |
| RC5-72                                                   | sucht nach dem Schlüssel einer RC5-72-kodierten Nachricht | aktiv                          |                                                         | RC5-72                             |
| RSA-576                                                  | faktorisierte eine 576 Bit große Zahl | abgeschlossen                  |                                                         | RSA Factoring Challenge            |
| SHA-1 Collision Search Graz                              | suchte nach SHA-1-Kollisionen (zwei Texte mit demselben SHA-1-Hash) | mangels Erfolgs eingestellt    | BOINC                                                   | SHA-1 Collision Search             |
| Mathematik                                               | |                                |                                                         |                                    |
| 3x+1@home                                                | suchte nach Stop-Rekorden im Zusammenhang mit der Collatz-Vermutung | abgeschlossen                  | BOINC                                                   |                                    |
| ABC@Home                                                 | die abc-Vermutung soll bestätigt werden | inaktiv                        | BOINC                                                   | ABC@home                           |
| Collatz Conjecture                                       | versucht die Collatz-Vermutung zu widerlegen | aktiv                          | BOINC                                                   | Collatz Conjecture                 |
| Collatz-Problem                                          | versucht die Collatz-Vermutung zu beweisen |                                |                                                         | Collatz-Problem                    |
| DECS                                                     | testet einen Algorithmus für exakte Abdeckungsprobleme |                                | BOINC                                                   | DECS                               |
| Distributed.net                                          | berechnet optimale Golomb-Lineale und versucht eine 72-Bit-RC5-Verschlüsselung zu knacken | aktiv                          | u. a. Windows, Mac OS X, Linux, Solaris, BSD            | distributed.net                    |
| OGR-24                                                   | suchte nach optimalen Golomb-Maßstäben mit 24 Markierungen | abgeschlossen                  |                                                         | OGR-24                             |
| OGR-25                                                   | suchte nach optimalen Golomb-Maßstäben mit 25 Markierungen | abgeschlossen                  |                                                         | OGR-25                             |
| OGR-26                                                   | suchte nach optimalen Golomb-Maßstäben mit 26 Markierungen | abgeschlossen                  |                                                         | OGR-26                             |
| OGR-27                                                   | suchte nach optimalen Golomb-Maßstäben mit 27 Markierungen | abgeschlossen                  |                                                         | OGR-27                             |
| OGR-28                                                   | sucht nach optimalen Golomb-Maßstäben mit 28 Markierungen | abgeschlossen                  |                                                         | OGR-28                             |
| PiHex                                                    | berechnete Nachkommastellen von Pi | abgeschlossen                  |                                                         | PiHex                              |
| Primitive Trinomials                                     | sucht Trinomen ohne polynomialen Faktor |                                |                                                         | Primitive Trinomials               |
| Ramsey@Home                                              | minimiert Ramsey-Zahlen |                                | BOINC                                                   | Ramsey@Home                        |
| Rectilinear Crossing Number                              | beschäftigt sich mit Fragen der rechnerischen und kombinatorischen Geometrie, die auf endlichen Punktmengen in der euklidischen Ebene basieren |                                | BOINC                                                   | RCN                                |
| SZTAKI Desktop Grid                                      | sucht generalisierte binäre Zahlensysteme |                                | BOINC                                                   | SZTAKI Desktop Grid                |
| yoyo@home                                                | bindet nicht-BOINC-Projekte unter BOINC ein | aktiv                          | BOINC                                                   | yoyo@home                          |
| Meteorologie                                             | |                                |                                                         |                                    |
| Seasonal Attribution Project                             | erforscht den möglichen Einfluss der vom Menschen verursachten Globalen Erwärmung auf lokale Wetterextreme anhand der Rekordniederschläge über England und Wales im Jahr 2000                                                                                | aktiv temp offline ab 14.02.18 | BOINC                                                   | Seasonal Attribution Project       |
| Nanotechnologie                                          | |                                |                                                         |                                    |
| GRobots                                                  | entwickelt sich replizierende Maschinen mit evolutionärer Software (beendet) |                                |                                                         |                                    |
| NanoHive@Home                                            | will eine Softwaresimulation erschaffen, die exakt die physikalische Welt im Nanokosmos darstellt |                                | BOINC                                                   | nano-hive.org                      |
| Spinhenge@home                                           | ist ein Projekt der FH Bielefeld, das die Spindynamik in magnetischen Molekülen untersucht | abgeschlossen                  | BOINC                                                   | Spinhenge@Home                     |
| Physik                                                   | |                                |                                                         |                                    |
| AQUA@home                                                | Analyse und Design von Quantencomputeralgorithmen | abgeschlossen                  | BOINC                                                   | AQUA@home                          |
| Constellation (Plattform)                                | Löst Probleme aus der Luft- und Raumfahrttechnik. Geplant als Plattform für weitere Unterprojekte | aktiv                          | BOINC                                                   | Constellation                      |
| Ibercivis                                                | Kernfusion, Docking, Materialien (Nachfolgeprojekt von Zivis Superordenador Ciudadano) | Alpha-Testphase                | BOINC                                                   | Ibercivis                          |
| Leiden Classical                                         | stellt eine Rechenplattform für Wissenschaftler bereit |                                | BOINC                                                   | Leiden Classical                   |
| Magnetism@home                                           | untersucht Magnetismus |                                | BOINC                                                   |                                    |
| NNSIMU Project                                           | simuliert neuronale Netzwerke | abgeschlossen                  | BOINC                                                   | NNSIMU                             |
| Radioactive@Home                                         | erstellt eine ständig aktualisierte Strahlungskarte für Jedermann, unter Einbeziehung der Messwerte durch einen Gammastrahlendetektor, welcher über USB an den Rechner angeschlossen wird                                                                    | aktiv                          | BOINC                                                   | Radioactive@Home                   |
| RND@Home                                                 | versuchte Funknetzwerke zu optimieren | abgeschlossen                  | BOINC                                                   | RND@Home                           |
| Primzahlsuche                                            | |                                |                                                         |                                    |
| Generalized Fermat Prime Search                          | sucht nach allgemeinen Fermatprimzahlen |                                | Windows, Linux                                          | Generalized Fermat Prime Search    |
| GIMPS                                                    | Great Internet Mersenne Prime Search – Suche nach Mersenne-Primzahlen | aktiv                          | Windows, Mac OS X, Linux, FreeBSD, OS/2                 | GIMPS                              |
| Prime Internet Eisenstein Search                         | sucht allgemeine Eisenstein-Fermat-Zahlen |                                | Windows, DOS, Linux, FreeBSD, AIX, Irix                 | Prime Internet Eisenstein Search   |
| PrimeGrid                                                | erstellt in verschiedenen Subprojekten eine kontinuierliche Primzahlen-Datenbank und sucht im Rahmen des Twin Prime Search Projekts nach dem größten Primzahlzwilling                                                                                        | aktiv                          | BOINC                                                   | PrimeGrid                          |
| Primesearch                                              | sucht Primzahlen der Form k · 2n - 1 |                                |                                                         | Primesearch                        |
| PSearch                                                  | sucht nach Primzahlen bestimmter Form |                                |                                                         | PSearch                            |
| Riesel Sieve                                             | versucht die Riesel-Vermutung zu beweisen | nicht mehr aktiv               | BOINC                                                   | Riesel Sieve                       |
| Seventeen or Bust                                        | versucht das Sierpinski-Problem zu lösen | aktiv                          | Windows, Mac OS X, Linux                                | Seventeen or Bust                  |
| Wieferich@Home                                           | sucht neue Wieferich-Primzahlen |                                | Windows                                                 | Wieferich@Home                     |
| Schach                                                   | |                                |                                                         |                                    |
| Chess960@home                                            | Grundlagenforschung zu Chess960-Problemen | abgeschlossen                  | BOINC                                                   | Chess960@home                      |
| NQueens@home                                             | sucht nach einer Lösung des nxn-Damenproblems für n>25 | abgeschlossen                  | BOINC                                                   | NQueens@Home                       |
| Stockfish                                                | Weiterentwicklung der Open Source Stockfish-Engine | aktiv                          | Windows, Linux, MacOS, AWS Cloud, weitere aus Quellcode | Stockfish get involved             |
| Seismologie                                              | |                                |                                                         |                                    |
| Quake-Catcher Network                                    | erfasst Erdbeben | aktiv                          | BOINC                                                   | Quake Catcher Network              |
| Spiele                                                   | |                                |                                                         |                                    |
| PPot Tables                                              | berechnete Pokerwahrscheinlichkeiten | abgeschlossen                  | BOINC                                                   | PPot Tables                        |
| Reversi                                                  | sucht nach einer schwachen Lösung des Spiels Reversi |                                | BOINC                                                   | Reversi                            |
| Sudoku                                                   | suchte nach einem minimalen Sudoku | abgeschlossen                  | BOINC                                                   | Sudoku                             |
| Sudoku@vtaiwan                                           | sucht nach einem Sudoku mit eindeutiger Lösung bei 16 vorgegebenen Ziffern | abgeschlossen                  | BOINC                                                   | Sudoku                             |
| Suchmaschine                                             | |                                |                                                         |                                    |
| Boitho                                                   | erstellt eine Suchmaschine |                                | Windows                                                 | Boitho                             |
| Majestic 12                                              | erstellt einen Suchmaschinenindex |                                | Windows, Linux, FreeBSD, Mac OS X                       | Majestic 12                        |
| YaCy                                                     | erstellt einen Suchmaschinenindex und ermöglicht Suchen darauf | aktiv                          |                                                         | http://yacy.net/                   |
| Test                                                     | |                                |                                                         |                                    |
| BOINC alpha test                                         | prüft neue BOINC-Software | aktiv                          | BOINC                                                   | BOINC alpha test                   |
| Gerasim@Home                                             | testet die BOINC-Software |                                | BOINC                                                   | Gerasim@Home                       |
| Pirates@home                                             | testet die BOINC-Infrastruktur |                                | BOINC                                                   | Pirates@home                       |
| Second Computing                                         | baut eine DC-Plattform auf |                                | BOINC                                                   | Second Computing                   |
| SETI@home/AstroPulse Beta                                | Betatests von Clients für SETI@home | aktiv                          | BOINC                                                   | SETI@home/AstroPulse Beta          |
| UCT Malaria Control                                      | testet zukünftige Applikationen von Malaria Control |                                | BOINC                                                   | UCT Malaria Control                |
| XtremLab                                                 | versuchte die Effizienz von Distributed-Computing-Projekten zu verbessern | abgeschlossen                  | BOINC                                                   |                                    |
| Webseitenchecks                                          | |                                |                                                         |                                    |
| CapCal                                                   | testet die Kapazitäten der Webseiten großer Unternehmen |                                |                                                         | CapCal                             |
| GIGRIB                                                   | prüft die Up-/Downtime von Webseiten |                                | Windows                                                 | GIGRIB                             |
| Gomez PEER                                               | prüft die Verfügbarkeit von Webseiten | nicht mehr aktiv               |                                                         | Gomez PEER                         |
| Sonstige Projekte                                        | |                                |                                                         |                                    |
| AlmereGrid                                               | Aufbau eines Stadt-Computer-Grids der niederländischen Stadt Almere |                                | BOINC                                                   | AlmereGrid                         |
| FreeHAL                                                  | baut semantische Netze auf | nicht mehr aktiv               | BOINC                                                   | FreeHAL@home                       |
| Tiles@Home                                               | renderte Kartenmaterial für das openstreetmap.org-Projekt | abgeschlossen                  | Windows, macOS, Linux                                   |                                    |